# В хаті МА (альбом)
В Хаті Ма — мініальбом української реп та хіп-хоп виконавиці alyona alyona реліз якого відбувся у 2019 році. До мініальбому увійшло 8 нових треків, два з яких було презентовано раніше — сингли «Завтра» і «Мамин суп».
Тексти наповнені важливими для виконавиці темами. Наприклад, у пісні «Не перегоріти» співачка розмірковує про успіх та ризик вигоріти. Трек «Сніг розталий» розповідає про простих людей, які наполегливо йдуть до своєї мрії, як і сама Альона. У баладі під гітару «Казка» дівчина співає про власний досвід виховательки у дитсадку й цінність казки. Також мініальбом містить незвичне поєднання британського геріджу (жанр електронної музики) з українським фольклором у пісні «Сіє Віє».
Alyona Alyona розповіла: «Це літо було особливим для мене. Я відкрила для себе багато нових країн, безліч крутих фестивалів в Україні та за її межами. У проміжках між перельотами я інколи писала. Думки, спостереження, враження від спілкування з земляками. Ми зібрали для вас треки, які уже були презентовані наживо під час виступів, i додали дещо нове».

## Список композицій
| #     | Назва           | Тривалість |
| ----- | --------------- | ---------- |
| 1.    | «Не перегоріти» | 2:01       |
| 2.    | «В хаті МА»     | 2:49       |
| 3.    | «Сіє віє»       | 2:20       |
| 4.    | «Сніг розталий» | 2:36       |
| 5.    | «Завтра»        | 3:00       |
| 6.    | «Мамин суп»     | 3:03       |
| 7.    | «Дикі танці»    | 2:57       |
| 8.    | «Казка»         | 3:55       |
| 22:38 |                 |            |

Презентація деяких синглів із альбому супроводжувалась відеороботами.